# Avans School of International Studies
Die Avans School of International Studies (ASIS) ist Teil der staatlich anerkannten Avans Hogeschool, die Bildungseinrichtungen in der niederländischen Provinz Nordbrabant an den Standorten Breda, ’s-Hertogenbosch und Tilburg unterhält.
Es werden acht Bachelor- und vier Masterstudiengänge angeboten. Darunter auch der vierjährige Bachelorstudiengang International Business, der mit dem Grad Bachelor of Business Administration (BBA) abschließt. International Business wird als Double Degree mit acht Partner-Universitäten angeboten und konzentriert sich dabei auf vier Bereiche des internationalen Managements: internationale allgemeine Unternehmensführung, internationales Marketing, Controlling, Buchführung und Finanzmanagement sowie Personalmanagement. Der Studiengang wird auf Englisch angeboten und schließt Praxisphasen in internationalen Unternehmen ein.
Im Juli 2014 wurde die Hochschule mit dem FIBAA-Premium-Siegel für ihren Bachelor-Studiengang „International Business and Management Studies“ ausgezeichnet. Die Avans Hogeschool ist die erste Hochschule in den Niederlanden, die mit dem FIBAA-Premium-Siegel ausgezeichnet wurde.